# الجدول الزمني للمضادات الحيوية
تتضمن هذه المقالة الجدول الزمني لمضادات الميكروبات العلاج (المضاد للعدوى). السنوات المعطاة لكل عنصر هي تاريخ إصدار الدواء إلى الإسواق. ولا يقصد بالجدول الزمني هنا التطور في المضادات الحيوية بذاتها.
- 1911 - أرسفينامين a.k.a. Salvarsan[1]
- 1912 - نيوسالفرسان
- 1935 - برونتوزيل أول أشكال السلفوناميد
- 1936 - سلفانيلاميد
- 1938 - سلفابيريدين (M&B 693)
- 1939 - سلفاسيتاميد
- 1940 - سلفاميثيزول
- 1942 - بنزيل بنسيلين، أول أشكال البنسلين.
- 1942 - غراميسيدين س، أول مضاد حيوي ببتيدي.
- 1942 - سلفاديميدين
- 1943 - سلفاميرازين
- 1944 - ستربتوميسين، أول أشكال أمينوغليكوزيد[2]
- 1947 - سولفاديازين
- 1948 - كلورتيتراسايكلين، أول تتراسيكلينات
- 1949 - كلورامفينيكول، أول أمفينيكول[2]
- 1949 - نيوميسين
- 1950 - أوكسي تتراسكلين
- 1950 - بروكاين بنزيل بنسيللين
- 1952 - إريثروميسين، أول ماكروليد[2]
- 1954 - بنزاثين بنزيل بنسيلين
- 1955 - سبيرامايسين
- 1955 - تيتراسايكلن
- 1955 - ثيامفينيكول
- 1955 - فانكوميسين، أول غلايكوبيبتايد
- 1956 - فينوكسي ميثيل بنسيلين
- 1958 - كوليستين، أول بوليمكسين
- 1958 - ديميكلوسايكلين
- 1959 - فيرجينيامايسين
- 1960 - ميثيسيلين
- 1960 - مترونيدازول، أول نيترويميدازول
- 1961 - أمبيسيلين
- 1961 - سبيكتينومايسين
- 1961 - سلفاميثوكسازول
- 1961 - تريميثوبريم، أول مثبط مختزلة ثنائي الهيدروفولات
- 1962 - كلوكساسلين
- 1962 - حمض الفوسيديك
- 1963 - فوسافنجين
- 1963 - ليميسيكلين
- 1964 - جنتاميسين
- 1964 - سيفالوثين، أول سيفالوسبورين
- 1966 - دوكسيسايكلين
- 1967 - كاربينيسيلين
- 1967 - ريفامبيسين
- 1967 - حمض الناليديكسيك, أول كوينولون
- 1968 - كليندامايسين, the second لينكوساميدات
- 1970 - سيفالكسين
- 1971 - سيفازولين
- 1971 - بيفامبيسيلين
- 1971 - تاينيدازول
- 1972 - أموكسيسيلين
- 1972 - سيفرادين
- 1972 - مينوسيكلين
- 1972 - بريستينامايسين
- 1973 - فوسفوميسين
- 1974 - تالامبيسيلين
- 1975 - توبراميسين
- 1975 - باكامبيسيلين
- 1975 - تيكارسيلين
- 1976 - أميكاسين
- 1977 - آزلوسيلين
- 1977 - سيفادروكسيل
- 1977 - سيفاماندول
- 1977 - سيفوكسيتين
- 1977 - سيفيوروكزيم
- 1977 - ميزلوسيللين
- 1977 - بيفميسيلينام

## منذ 1978
- 1979 - سيفاكلور
- 1980 - سيفميتازول
- 1980 - سيفوتاكسيم
- 1980 - سيفزولودين
- 1980 - بايبيرسيلين
- 1981 - أموكسيسيلين/حمض الكلافولانيك (أموكسيسيلين/حمض الكلافولينيك)
- 1981 - سيفوبيرازون
- 1981 - سيفوتيام
- 1981 - سيفزولودين
- 1981 - لاتاموكسيف
- 1981 - نيتيلميسين
- 1982 - سيفترياكسون
- 1982 - مايكرونوميسين
- 1983 - سيفمينوكسيم
- 1983 - سيفتازيديم
- 1983 - سيفتيزوكسيم
- 1983 - نورفلوكساسين
- 1984 - سيفونيسيد
- 1984 - سيفوتيتان
- 1984 - تيموسيلين
- 1985 - سيفبيراميد
- 1985 - إيميبينيم/سيلاستاتين، أول كاربابينيم
- 1985 - أوفلوكساسين
- 1986 - موبيروسين
- 1986 - أزتريونام
- 1986 - سيفوبيرازون/سولباكتام
- 1986 - co-ticarclav (تيكارسيلين/حمض الكلافولينيك)
- 1987 - أمبيسيلين/سولباكتام
- 1987 - سيفيكزيم
- 1987 - روكسيثرومايسين
- 1987 - سولتاميسيلين
- 1987 - سيبروفلوكساسين، أول 2nd-gen كوينولون
- 1987 - ريفاكسيمين، أول أنسامايسين
- 1988 - أزيثرومايسين
- 1988 - فلوموكسيف
- 1988 - إيسيباميسين
- 1988 - ميديكامايسين
- 1988 - ريفابنتين
- 1988 - تيكوبلانين
- 1989 - سيفبودوكسيم
- 1989 - إينروفلوكساسين
- 1989 - لوميفلوكساسين
- 1989 - موكسيفلوكساسين
- 1990 - أربيكاسين
- 1990 - سيفوزيدايم
- 1990 - كلاريثروميسين
- 1991 - سيفدينير
- 1992 - سيفيتاميت
- 1992 - سيفبيروم
- 1992 - سيفبروزيل
- 1992 - سيفتيبيوتين
- 1992 - فليروكساسين
- 1992 - لوراكاربيف
- 1992 - بايبيرسيلين/تازوباكتام
- 1992 - روفلوكساسين
- 1993 - بروديموبريم
- 1993 - ديريثرومايسين
- 1993 - ليفوفلوكساسين
- 1993 - ناديفلوكساسين
- 1993 - بانيبينيم/بيتاميبرون
- 1993 - سبارفلوكساسين
- 1994 - سيفيبيم
- 1999 - غينوبريستين/دالفوبريستين
- 2000 - لنزوليد، أول أوكسازوليدينون
- 2001 - تيليثرومايسين، أول كيتولايد
- 2003 - دابتوميسين
- 2005 - تيغيسيكلين، أول glycylcycline
- 2005 - دوريبينيم
- 2009 - تيلافانسين, أول ليبوغليكوببتيد
- 2010 - سيفتارولين فوساميل
- 2011 - فيداكسوميسين
- 2012 - بيداكويلين
- 2013 - تيلافانسين
- 2014 - tedizolid
- 2014 - دالبافانسين
- 2014 - سيفتولوزان/تازوباكتام
- 2015 - سيفتازيديم/أفيباكتام